# Ганско-мексиканские отношения
Ганско-мексиканские отношения — двусторонние дипломатические отношения между Ганой и Мексикой. Государства являются членами Организации Объединённых Наций.

## История
В марте 1957 года Гана стала первой африканской страной, получившей независимость от Великобритании. 8 августа 1961 года Мексика стала первой страной в Латинской Америке, признавшей независимость Ганы и установившей дипломатические отношения с этой страной. В 1961 году президент Мексики Адольфо Лопес Матеос направил в Гану президентскую делегацию доброй воли во главе со специальным посланником Алехандро Каррильо Маркором и делегатом Хосе Эсекьелем Итурриагой. В 1965 году Мексика открыла посольство в Аккре, а Гана основала посольство в Мехико. В 1972 году Мексика закрыла посольство в Аккре по финансовым причинам. В 1980 году Гана закрыла посольство в Мехико.
В декабре 2009 года министр иностранных дел Ганы Мухаммад Мумуни совершил официальный визит в Мексику, став самым высокопоставленным официальным лицом Ганы, посетившим эту страну. В мае 2011 года министр иностранных дел Мексики Патрисия Эспиноса встретилась с министром иностранных дел Ганы Мухаммадом Мумуни во время Конференции по глобальному управлению и реформе Совета Безопасности Организации Объединённых Наций в Риме. Они обсудили состояние двусторонних отношений и прочие многосторонние вопросы, такие как реформа Совета Безопасности и выполнение Канкунских соглашений об изменении климата.
В 2013 году Мексика объявила о повторном открытии посольства в Аккре в здании с членами Тихоокеанского альянса (в который входят Чили, Колумбия и Перу). В 2016 году страны подписали Меморандум о взаимопонимании между Центром поощрения инвестиций Ганы и ProMéxico. В декабре 2018 года заместитель министра иностранных дел Ганы Чарльз Овиреду прибыл в Мехико для участия в инаугурации президента Мексики Андреса Мануэля Лопеса Обрадора.
В августе 2019 года заместитель министра иностранных дел Мексики Хулиан Вентура Валеро посетил Гану и встретился с заместителем министра иностранных дел Чарльзом Овиреду. Государства согласились создать Консультационный механизм по общим интересам. Гана также заявила о своём намерении вновь открыть посольство в Мехико.

## Визиты на высоком уровне
Из Ганы в Мексику:

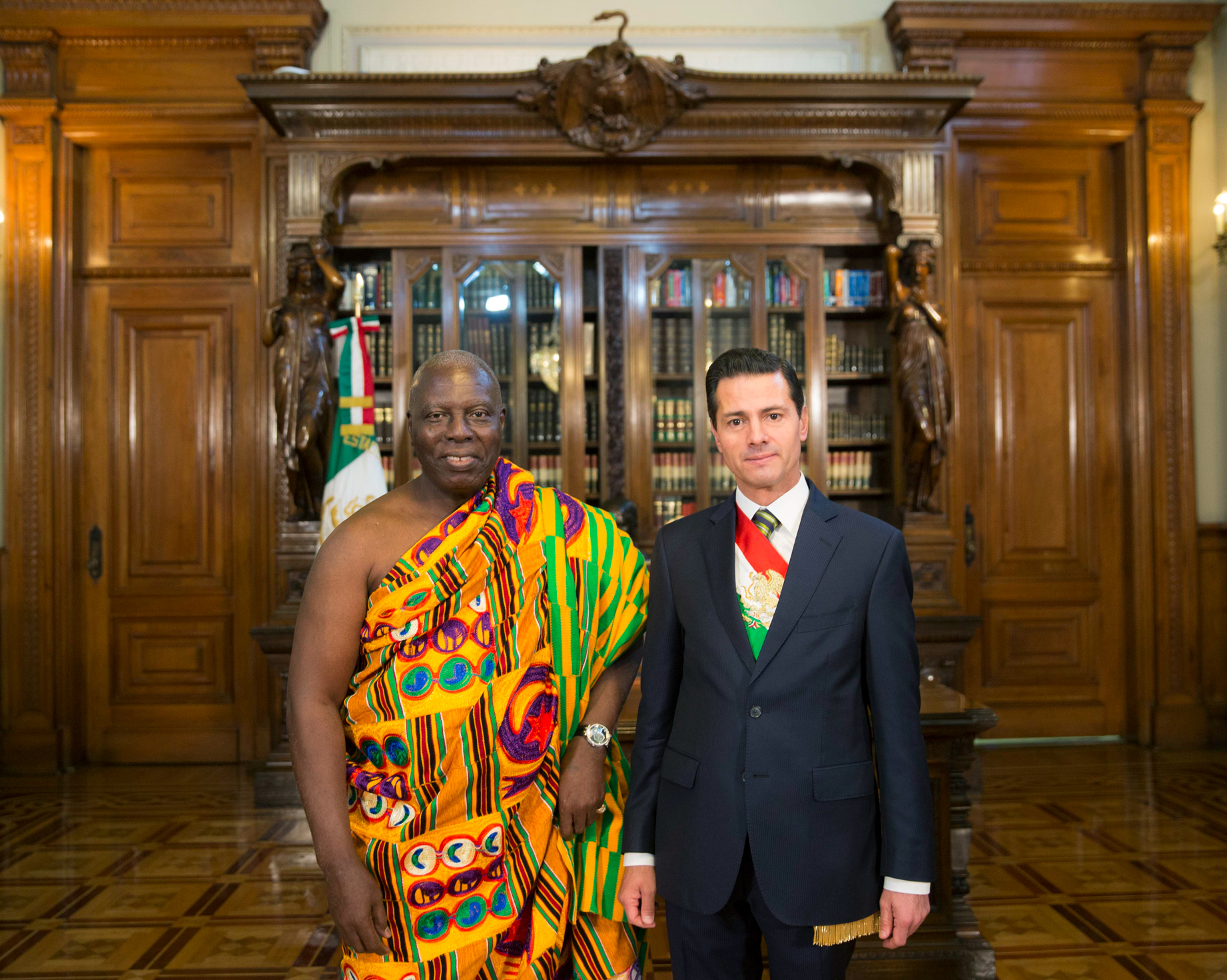
Нерезидент-посол Барфур Абджей-Барвуах с президентом Мексики Энрике Пенья Ньето в Мехико в октябре 2018 года.

- Министр иностранных дел Мухаммад Мумуни (2009 год);
- Министр торговли Алан Джон Кайрематен (2017 год);
- Заместитель министра иностранных дел Чарльз Овиреду (2018 год).

Из Мексики в Гану:
- Специальный посланник Алехандро Карильо Маркор (1961 год);
- Делегат Хосе Изекиль Иттуриага (1961 год);
- Генеральный директор ProMéxico Франсиско Гонсалес Диас (2016 год);
- Генеральный директор иностранных дел по Африке и Ближнему Востоку Хорхе Альварес Фуентес (2018 год);
- Секретарь иностранных дел Хулиан Вентура Валеро (2019 год).

## Торговля
В 2018 году объём товарооборота между государствами составил сумму 16,1 миллиона долларов США. Экспорт Ганы в Мексику: какао-бобы, какао-масло, какао-порошок, винты, спортивные рубашки, фиксирующие ремни, зажимы и приводные ремни. Экспорт Мексики в Гану: смарт-карты, предметы домашнего обихода, игрушки, текила и другие алкогольные напитки, двигатели для лифтов, генераторы, блоки памяти и хирургический шовный материал. Мексиканская компания Agrícola Gotsis инвестирует в экономику Гану.

## Дипломатические представительства
- Интересы Ганы в Мексике представлены через посольство в американском городе Вашингтоне[10].
- У Мексики имеется посольство в Аккре[11].